# NEVZA Club Championships (damer)
NEVZA Volleyball Club Championships är en volleybollturnering för damklubblag från NEVZAs medlemsförbund.

## Resultat per år
| Säsong                  | Spelplats för finalen | Mästare        | Tvåa            | Trea              | Fyra             |
| ----------------------- | --------------------- | -------------- | --------------- | ----------------- | ---------------- |
| 2007-08 mer information | Salo                  | Salon Viesti   | Someron Pallo   | Idrettslaget Koll |                  |
| 2008-09 mer information | Ängelholm             | LP Viesti Salo | GMP Tallinn     | Engelholms VS     |                  |
| 2009-10 mer information | Somero                | Engelholms VS  | GMP Tallinn     | Someron Pallo     |                  |
| 2010-11 mer information | Ängelholm             | Engelholms VS  | Lindesbergs VBK | Katrineholms VK   |                  |
| 2011-12 mer information | Trondheim             | Oslo Volley    | Stod IL         | Holte IF          |                  |
| 2012-13 mer information | Holte                 | Stod IL        | Holte IF        | Oslo Volley       |                  |
| 2013-14 mer information | Gislaved              | Stod IL        | Gislaveds VBK   | Oslo Volley       |                  |
| 2014-15 mer information | Holte                 | Stod IL        | Engelholms VS   | Oslo Volley       | Holte IF         |
| 2015-16 mer information | Ängelholm             | Brøndby VK     | Engelholms VS   | Oslo Volley       | Randaberg IL     |
| 2016-17 mer information | Brøndby               | Holte IF       | Brøndby VK      | Amager VK         | HK               |
| 2017-18 mer information | Brøndby               | Brøndby VK     | Førde VBK       | Oslo Volley       | Holte IF         |
| 2018-19 mer information | Ängelholm             | Engelholms VS  | Førde VBK       | Idrettslaget Koll | Oslo Volley      |
| 2019-20 mer information | London                | Brøndby VK     | Polonia London  | Idrettslaget Koll | Team Køge Volley |

## Resultat per klub
| Lag            | Antal titlar | Säsonger                  |
| -------------- | ------------ | ------------------------- |
| Engelholms VS  | 3            | 2009-10, 2010-11, 2018-19 |
| Stod IL        | 3            | 2012-13, 2013-14, 2014-15 |
| Brøndby VK     | 3            | 2015-16, 2017-18, 2019-20 |
| Salon Viesti   | 1            | 2007-08                   |
| LP Viesti Salo | 1            | 2008-09                   |
| Oslo Volley    | 1            | 2011-12                   |
| Holte IF       | 1            | 2016-17                   |

## Resultat per land
| Land    | Guld | Silver | Brons |
| ------- | ---- | ------ | ----- |
| Norge   | 4    | 3      | 6     |
| Danmark | 4    | 2      | 3     |
| Sverige | 3    | 4      | 2     |
| Finland | 2    | 0      | 1     |
| Estland | 0    | 2      | 0     |
| England | 0    | 1      | 0     |